# مایداس
مایداس (انگلیسی: Midas) شرکت خرده‌فروشی آمریکایی است، که در سال ۱۹۵۶ تأسیس شد.